# 片山松斎
片山 松斎（かたやま しょうさい、明和5年（1768年）－没年不詳）は、江戸時代後期の江戸幕府旗本・天文家。松斎は号で、諱は国倀（くになが）。通称は権平、後に円然（えんぜん/えんねん）。父は片山国雄、母は仁賀保誠章の娘、妻は田中義智の養女。
片山家は三河譜代の旗本と伝えられている。『寛政重修諸家譜』によれば、平良文流で秩父重弘の末裔、片山国次の代に徳川家康に仕えたとされる。天明6年（1786年）閏10月6日、父の死によって家督を継ぎ、武蔵国埼玉郡に100石・廩米250俵を与えられて小普請となった。だが、長く無役の状態に置かれ、芝新堀の自宅で柔術を教えていたと伝えられている。早くに3男に家督を譲って学問と文筆活動に励む。

## 司馬江漢の影響で思想が大きく変転
元々、天台宗などの仏教思想に関心を抱いていたが、文化7年（1810年）頃に芝新銭座に居を構えていた司馬江漢と親しく交わり、その門人となった。特にコペルニクスの地動説に大きな影響を受け、地動説をはじめとする西洋天文学の紹介に生涯を捧げた。
天文学に関する著作としては、文化7年（1810年）の『天学略名目』、文政4年（1821年）の『天文法語』、文政10年（1827年）の『地転窮理論』、天保6年（1835年）の『天学略名目羽翼』などが知られている。

## 蘭学に拠る歴史観と平田篤胤批判
また、享和3年（1803年）の『神道大綱集』、文化元年（1804年）の『続日本王代一覧』、文政2年（1819年）の『続唐土王代一覧』、天保4年（1833年）の『国学正義編』などの歴史・神道関係の著作も多い。『国学正義編』では、平田篤胤の「霊の真柱」を痛烈に批判。平田が日本を世界の中心のように主張することや、古事記等の神話を真実とみなしていることに対し「国土に上下本末いささかも有る事なし」「我国を以って万国の本国と褒め、外国を末国と貶すが如きは道理に於いて当ることなし」「天皇を万国の大君と称する事甚だ以って不通」「日本は万国の本国などと誇耀するが如きは皆小智小見のなすところ」「神代巻は夢幻也。うつつの事を以って談ずる事なかれ」などと論駁している。
梵暦運動
また、『蒼海一滴集』（文化12年、1815年）と呼ばれる随筆集も残している。著作は『続日本王代一覧』が木活字版、『北窓雑話』が1918年に国書刊行会の『百家随筆 第３』に収載されて刊行され、これ以外は写本として伝わっている。
松斎の没年は不詳であるが、著作である『天学略名目羽翼』を著した天保6年には68歳で健在であったからそれ以降であると考えられる。また、墓所は谷中の竜泉寺と伝えられている。

## 著作
※（狩野）は東北大学狩野文庫蔵、（桑木）は九州大学付属図書館桑木コレクション蔵
- 『続日本王代一覧 12巻』（文化元年自序、天保2年跋）木活字版。（狩野）
- 『天学略名目 1巻』（文化7年（1810年））（狩野）（桑木）。書写年不明
- 『蒼海一滴集 5巻』（文化13年（1816年））（狩野）（桑木）。書写年不明[9]
- 『続蒼海一滴集 2巻』（文化13年（1816年））（狩野）（桑木）。
- 『続日本王代一覧後記 2巻』（文政2年（1819年））（狩野）。
- 『蒼海一滴集脱漏 1巻』（文政2年（1819年））（狩野）。
- 『蒼海一滴集拾遺 1巻』（文政4年（1821年））（狩野）。
- 『天文法語』（文政4年（1821年））。
- 『蒼海一滴集遺稿 1巻』（文政7年（1824年））（狩野）。
- 『北窓雑話 2巻』（文政9年（1826年））。
  - 『北窓雑話 2巻』国書刊行会〈百家随筆 第３〉、369-436頁。
- 『地転窮理論 1巻』（文政10年（1827年））（桑木）、早稲田大学図書館蔵。
- 『国学正義編』（天保4年（1833年））（桑木）。書写年不明
- 『天学略名目羽翼 1巻』（天保6年（1835年））（狩野）。
- 『西洋天学ノ総説』[10]
- 『天地渾円』[10]
- 『地球総説並四大海五大洲』[10]
- 『西洋地転新説』[10]

## 登場する作品

### 小説
- 大江戸奇巌城（2023年 早川書房 芦辺拓）